# Вулиця Грецька (Львів)
Вулиця Грецька — вулиця у Галицькому районі міста Львів, у межах історичного центру міста, що сполучає вулиці Дмитра Вітовського та Зарицьких.

## Історія та забудова
Вулиця виникла, ймовірно, на межі XIX та XX століть, з 1912 року мала назву Пелчинська бічна. До 1935 року отримала свою сучасну назву — Грецька. Під час німецької окупації, з листопада 1941 року по липень 1944 року мала назву Брахмондштрассе. Після війни вулиці повернули її довоєнну назву — вулиця Грецька.
До вулиці приписано лише два будинки під № 3 та № 5. 
Чиншовий будинок під № 5 зведений у 1936—1937 роках для Антоніни Ляскової. Фасад складається з двох об'ємів, що різняться висотою. Вища частина висунута вперед і прилягає до вулиці Грецької, нижча виходить на вулицю Зарицьких. У 2021 році в межах програми «100 років модернізму у Львові» Бюро спадщини ознакувало будинок № 5 інформаційною табличкою.